# Opactwo w Durrow
Opactwo w Durrow – dawny klasztor w Durrow w hrabstwie Offaly w Irlandii.
W 2010 roku sześć wczesnośredniowiecznych klasztorów chrześcijańskich, w tym opactwo w Durrow, zostało wpisanych na irlandzką listę informacyjną UNESCO – listę obiektów, które Irlandia zamierza rozpatrzyć do zgłoszenia do wpisu na listę światowego dziedzictwa UNESCO.

## Historia
Opactwo zostało założone przez Kolumba opata z Hy, najprawdopodobniej pomiędzy rokiem 585 a 589. Beda Czcigodny podaje, że miało to miejsce przed wyjazdem opata do Brytanii, natomiast biograf Kolumby – Adamnan z Hy, że po jego wyjeździe, a podczas jednej z wizyt Kolumby w Irlandii. Opactwo znajdowało się w strategicznym miejscu nieopodal geograficznego środka Irlandii i zaraz na południe od Slighe Mghór (ang. The Great Way) – głównego szlaku przecinającego wyspę z zachodu na wschód (współcześnie pomiędzy Kilbeggan a Tullamore w hrabstwie Offaly).
Kolumba powierzył budowę opactwa mnichowi Laisrénowi (swojemu krewnemu), któremu pozostawił precyzyjne wytyczne. Pierwsze zabudowania wznoszone były z drewna i nie zachowały się do czasów współczesnych.
Opactwo wkrótce zyskało na znaczeniu – w 630 roku w Durrow lub jego pobliżu odbył się synod w sprawie obchodzenia Wielkanocy. Spoczął tu m.in. król Domnall Midi z klanu Cholmáin. Dzięki dogodnemu położeniu klasztor był odwiedzany przez licznych pielgrzymów, co przyczyniło się do jego bogactwa.

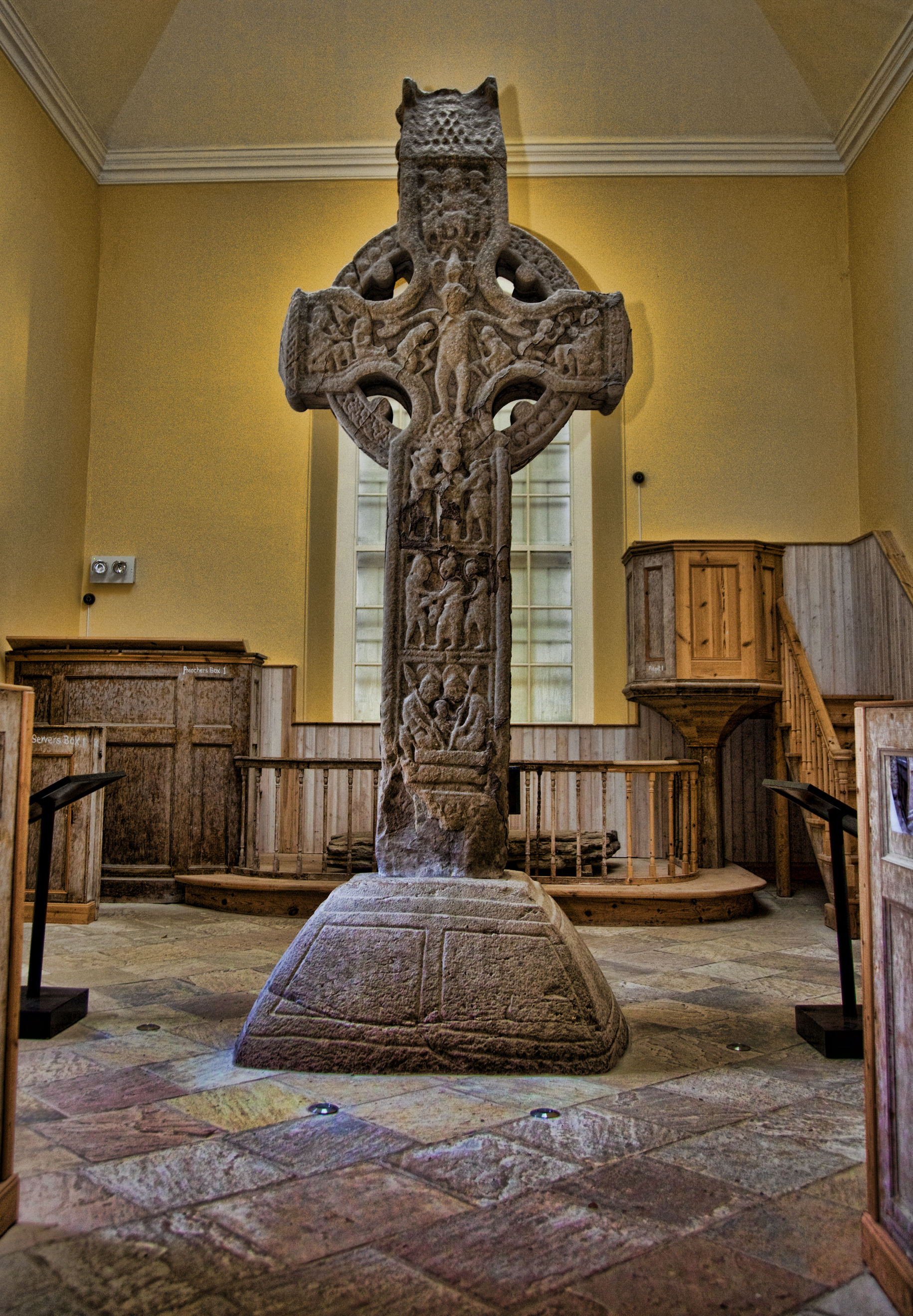
Krzyż z Durrow

Niewiele wiadomo o dziejach opactwa w wiekach późniejszych. Kroniki wspominają o bitwie pomiędzy Durrow a miastem klasztornym Clonmacnoise w 764 roku, podczas której Durrow straciło 200 ludzi. Kroniki Ulsteru odnotowują spalenie wielu klasztorów wraz z ich bibliotekami, w tym opactwa w Durrow, w roku 1095.
W XII w., z inicjatywy Malachiasza, w Durrow założono klasztor augustiański, który został doszczętnie zniszczony w 1175 roku.
Po reformacji i rozwiązaniu wielu klasztorów, opactwo w Durrow zostało zamknięte w 1541 roku, a jego kościół stał się kościołem parafialnym i funkcjonował do końca XIX w. Opuszczone opactwo popadło w ruinę. Do dziś z oryginalnych artefaktów zachowały się jedynie kamienny wysoki krzyż (High Cross) i studnia. Prawie trzymetrowy krzyż, najprawdopodobniej z IX w., zdobią sceny ze Starego i Nowego Testamentu z charakterystycznymi przedstawieniami ludzi i ich emocji.
W 2010 roku sześć wczesnośredniowiecznych klasztorów chrześcijańskich, w tym opactwo w Durrow, zostało wpisanych na irlandzką listę informacyjną UNESCO – listę obiektów, które Irlandia zamierza rozpatrzyć do zgłoszenia do wpisu na listę światowego dziedzictwa UNESCO.

## Księga z Durrow
W opactwie przechowywano bogato iluminowany, pergaminowy manuskrypt z II połowy VII w. z łacińskim przekładem czterech Ewangelii – najstarszy znany rękopiśmienny ewangeliarz z terenu Wysp Brytyjskich – tzw. Księgę z Durrow.

## Obserwacje astronomiczne
W lipcu 1054 roku mnisi w Durrow mieli zaobserwować nagłe pojawienie się na niebie niezwykle jasnej gwiazdy, co zostało odnotowane w Kronikach Czterech Mistrzów. Mary Mulvihill podaje, że jest to jedyna znana obserwacja wybuchu supernowej w 1054 roku na terenie Europy.